# Quarna Sotto
Quarna Sotto é uma comuna italiana da região do Piemonte, província do Verbano Cusio Ossola, com cerca de 427 habitantes. Estende-se por uma área de 16,04 km², tendo uma densidade populacional de 27 hab/km². Faz fronteira com Nonio, Omegna, Quarna Sopra, Valstrona, Varallo Sesia (VC).

## Demografia
| Variação demográfica do município entre 1861 e 2011                               |
|                                                                                   |
| Fonte: Istituto Nazionale di Statistica (ISTAT) - Elaboração gráfica da Wikipedia |